# Élections parlementaires italiennes de 1987
Les élections parlementaires italiennes de 1987 (en italien : Elezioni politiche italiane del 1987) ont eu lieu les 14 et 15 juin 1987, afin d'élire les 630 députés et les 315 sénateurs de la Xe législature du Parlement italien, pour un mandat de cinq ans.
Ces élections parlementaires, comme les précédentes, sont anticipées d'un an par rapport au terme normalement prévu de la législature. Elles sont convoquées peu après la chute d'un gouvernement minoritaire présidé par le démocrate-chrétien Amintore Fanfani.
Au cours de la législature sortante, la présidence du Conseil a été longuement occupée par Bettino Craxi. Premier socialiste appelé au pouvoir malgré les résultats relativement modestes de son parti, il a dirigé deux gouvernements soutenus par le Pentapartito.
Sans surprise, la Démocratie chrétienne (DC) demeure la première force politique du pays après ce scrutin tandis que le Parti communiste italien (PCI) perd plusieurs centaines de milliers d'électeurs par rapport aux précédentes élections parlementaires et voit sa représentation parlementaire diminuer en conséquence. Après presque quatre années d'exercice du pouvoir par son chef, le Parti socialiste (PSI) progresse de façon significative alors que le Parti républicain (PRI) recule en dépit de la popularité de son secrétaire, Giovanni Spadolini. 
Quelques semaines plus tard, le démocrate-chrétien Giovanni Goria est chargé de former un gouvernement. Pour la troisième fois dans l'histoire de la République italienne, le cabinet est alors soutenu par une alliance parlementaire de cinq partis incluant démocrates-chrétiens, républicains, socialistes, sociaux-démocrates et libéraux.

## Contexte

### La progression des petits partis
Lors des élections parlementaires anticipées des 26 et 27 juin 1983, la DC demeure le premier parti d'Italie mais voit son électorat décroître : avec un peu moins de 33 % des suffrages, les démocrates-chrétiens perdent plusieurs dizaines de sièges à la Chambre des députés comme au Sénat de la République. Ces résultats décevants n'incitent pourtant pas Ciriaco De Mita à quitter le secrétariat du parti.
Pour sa part, le PCI reste une grande force de l'échiquier politique même s'il passe sous la barre symbolique des 30 % de voix obtenues pour la première fois depuis 1972. De plus, le PSI progresse après avoir obtenu 11,4 % des suffrages ; son secrétaire, Bettino Craxi, est considéré comme l'un des grands vainqueurs de ce scrutin grâce à ces bons résultats.
Enfin, le PRI parvient à doubler sa modeste représentation parlementaire grâce à la popularité de Giovanni Spadolini : premier laïque ayant occupé la présidence du Conseil entre 1981 et 1982, celui-ci semble avoir inspiré un « effet Spadolini » tant pour son image d'homme intègre appelé à la direction du gouvernement dans un moment difficile que pour sa réputation d'intellectuel respecté par-delà son propre camp. 
Pour autant, les républicains ne sont pas parvenus à devancer les nationalistes du Mouvement social italien (MSI), qui gagnent également quelques sièges supplémentaires dans les deux chambres.

### Un socialiste à la présidence du Conseil

Bettino Craxi, premier président du Conseil issu de la gauche depuis 1945.

Quelques jours après l'ouverture de la IXe législature, le président de la République Sandro Pertini charge le socialiste Bettino Craxi de former un gouvernement malgré l'inexpérience ministérielle de ce dernier. Le 4 août 1983, au terme de plusieurs semaines de tractations, Craxi se rend au palais du Quirinal afin de présenter la liste de ses ministres au chef de l'État, qui l'approuve. Les membres du nouveau cabinet prêtent serment le même jour.
Pour parvenir à la présidence du Conseil, Craxi s'est vu contraint de composer une alliance de cinq partis baptisée le Pentapartito comparable à celle qui avait soutenu Spadolini deux ans plus tôt. Sont ainsi réunis la Démocratie chrétienne (DC), le Parti socialiste italien (PSI), le Parti républicain italien (PRI), le Parti social-démocrate italien (PSDI) et le Parti libéral italien (PLI).
Âgé de 49 ans lors de sa nomination, Bettino Craxi est le premier président du Conseil issu des rangs de la gauche depuis 1945. Il est aussi le premier à ne pas avoir occupé de charge institutionnelle auparavant.
Si les démocrates-chrétiens sont une fois encore privés de la direction du gouvernement, plusieurs portefeuilles ministériels régaliens leur sont confiés comme les Affaires étrangères, l'Intérieur ou la Justice. Les républicains, pour leur part, obtiennent les Finances et la Défense dont le ministère est attribué à Giovanni Spadolini.
Conformément à la Constitution, le gouvernement brigue la confiance des assemblées dans les jours qui suivent sa formation. Le 12 août 1983, les députés accordent l'investiture au cabinet par 361 voix contre 243. Dès le lendemain, les sénateurs font de même avec 185 voix pour contre 120.

## Partis et chefs de file
| Parti | Parti                                                                  | Idéologie                                                 | Chef de file       | Score en 1983                               |
| ----- | ---------------------------------------------------------------------- | --------------------------------------------------------- | ------------------ | ------------------------------------------- |
|       | Démocratie chrétienne Democrazia Cristiana                             | Centrisme Démocratie chrétienne, christianisme social     | Ciriaco De Mita    | 225 députés (32,9 %) 120 sénateurs (32,4 %) |
|       | Parti communiste italien Partito Comunista Italiano                    | Gauche Communisme, eurocommunisme                         | Alessandro Natta   | 198 députés (29,8 %) 107 sénateurs (30,8 %) |
|       | Parti socialiste italien Partito Socialista Italiano                   | Centre gauche Socialisme démocratique, social-libéralisme | Bettino Craxi      | 73 députés (11,4 %) 38 sénateurs (11,4 %)   |
|       | Mouvement social italien Movimento Sociale Italiano                    | Extrême droite Néofascisme, nationalisme, anticommunisme  | Giorgio Almirante  | 42 députés (6,8 %) 18 sénateurs (7,3 %)     |
|       | Parti républicain italien Partito Repubblicano Italiano                | Centrisme Républicanisme, mazzinisme                      | Giovanni Spadolini | 29 députés (5,1 %) 10 sénateurs (4,7 %)     |
|       | Parti social-démocrate italien Partito Socialista Democratico Italiano | Centre gauche Social-démocratie                           | Franco Nicolazzi   | 23 députés (4,1 %) 8 sénateurs (3,8 %)      |
|       | Parti libéral italien Partito Liberale Italiano                        | Centrisme Libéralisme économique, conservatisme libéral   | Renato Altissimo   | 16 députés (2,9 %) 6 sénateurs (2,7 %)      |
|       | Parti radical Partito Radicale                                         | Centre gauche Libéralisme, libertarisme                   | Giovanni Negri     | 11 députés (2,2 %) 1 sénateur (1,8 %)       |
|       | Fédération des listes vertes Federazione delle Liste Verdi             | Gauche Écologisme                                         | Gianni Mattioli    | 13 députés (2,51 %) 1 sénateur (1,96 %)     |
|       | Démocratie prolétarienne Democrazia proletaria                         | Extrême gauche Communisme, Écologisme                     | Mario Capanna      | 8 députés (1,66 % %) 1 sénateur (1,52 %)    |

## Résultats

### Scores
| Parti | Parti                                 | Chambre des députés | Chambre des députés | Chambre des députés | Chambre des députés | Chambre des députés | Sénat      | Sénat    | Sénat | Sénat  | Sénat |
| Parti | Parti                                 | Voix                | %                   | +/-                 | Sièges              | +/-                 | Voix       | %        | +/-   | Sièges | +/-   |
| ----- | ------------------------------------- | ------------------- | ------------------- | ------------------- | ------------------- | ------------------- | ---------- | -------- | ----- | ------ | ----- |
|       | Démocratie chrétienne (DC)            | 13 241 188          | 34,31 %             | 1,38                | 234                 | 9                   | 10 897 036 | 33,62 %  | 1,21  | 125    | 5     |
|       | Parti communiste italien (PCI)        | 10 254 591          | 26,57 %             | 3,32                | 177                 | 21                  | 9 181 579  | 28,33 %  | 2,48  | 107    | 6     |
|       | Parti socialiste italien (PSI)        | 5 505 690           | 14,27 %             | 2,83                | 94                  | 21                  | 3 535 457  | 10,91 %  | 0,48  | 43     | 5     |
|       | Mouvement social italien (MSI)        | 2 282 256           | 5,91 %              | 0,90                | 35                  | 7                   | 2 121 026  | 6,54 %   | 0,81  | 16     | 2     |
|       | Parti républicain italien (PRI)       | 1 429 628           | 3,70 %              | 1,38                | 21                  | 8                   | 1 248 641  | 3,85 %   | 0,82  | 8      | 2     |
|       | Parti social-démocrate italien (PSDI) | 1 140 910           | 2,96 %              | 1,13                | 17                  | 6                   | 764 370    | 2,36 %   | 1,45  | 6      | 2     |
|       | Parti radical (PR)                    | 988 180             | 2,56 %              | 0,37                | 13                  | 2                   | 572 461    | 1,77 %   | 0,04  | 3      | 2     |
|       | Fédération des listes vertes (FLV)    | 969 330             | 2,51 %              | 2,51                | 13                  | 13                  | 634 182    | 1,96 %   | 1,96  | 2      | 2     |
|       | Parti libéral italien (PLI)           | 810 216             | 2,10 %              | 0,79                | 11                  | 5                   | 700 330    | 2,16 %   | 0,53  | 3      | 1     |
|       | Autres                                | 1 970 394           | 5,10 %              | 0,42                | 15                  | 2                   | 2 758 779  | 8,50 %   | 3,38  | 9      | 3     |
| TOTAL | TOTAL                                 | 38 592 383          | 100,00 %            | N/A                 | 630                 | N/A                 | 32 413 861 | 100,00 % | N/A   | 315    | N/A   |

### Analyse
En légère progression de plus d'un point, la Démocratie chrétienne conforte sa première place, laissant le Parti communiste italien à trois millions de voix derrière, contre seulement un en 1983. Le PCI poursuit son recul, entamé en 1979, étant également victime de la mort, en juin 1984, d'Enrico Berlinguer, secrétaire général depuis 1972. La chute des communistes profite pleinement au Parti socialiste italien, qui réalise son meilleur résultat depuis 1968, tandis que le Parti républicain italien, après avoir connu son plus haut score historique en 1983, grâce à la stature de Giovanni Spadolini, retrouve ses scores habituels. À noter la percée des écologistes de la Fédération des listes vertes, qui dépassent le Parti libéral italien à la Chambre des députés.

### Conséquences
Le 28 juillet 1987, à peine six semaines après la tenue du scrutin, le ministre démocrate chrétien du Budget et du Trésor, Giovanni Goria, est nommé président du Conseil des ministres et reforme le « Pentapartito », coalition gouvernementale au pouvoir entre 1983 et 1987, réunissant la DC, le PSI, le PRI, le PSDI et le PLI, nettement majoritaire dans les deux chambres du Parlement italien.